# Aston Martin DB9
Aston Martin DB9 — 2-дверне купе класу Gran Turismo, створене компанією Aston Martin в 2004 році.
DB9 - перший автомобіль, призначений для збірки на фабриці Aston в Гейдоні. Абревіатура «DB» походить від ініціалів David Brown (укр. Девід Браун), власника компанії Aston Martin протягом значного проміжку часу її історії. DB9 була розроблена Іаном Каллумом (англ. Ian Callum) і закінчена його наступником Генріком Фіскером (англ. Henrik Fisker), замінила собою Aston Martin DB7 (також розроблену Каллумом).
Тираж перевищив 16 тисяч машин.

## Огляд

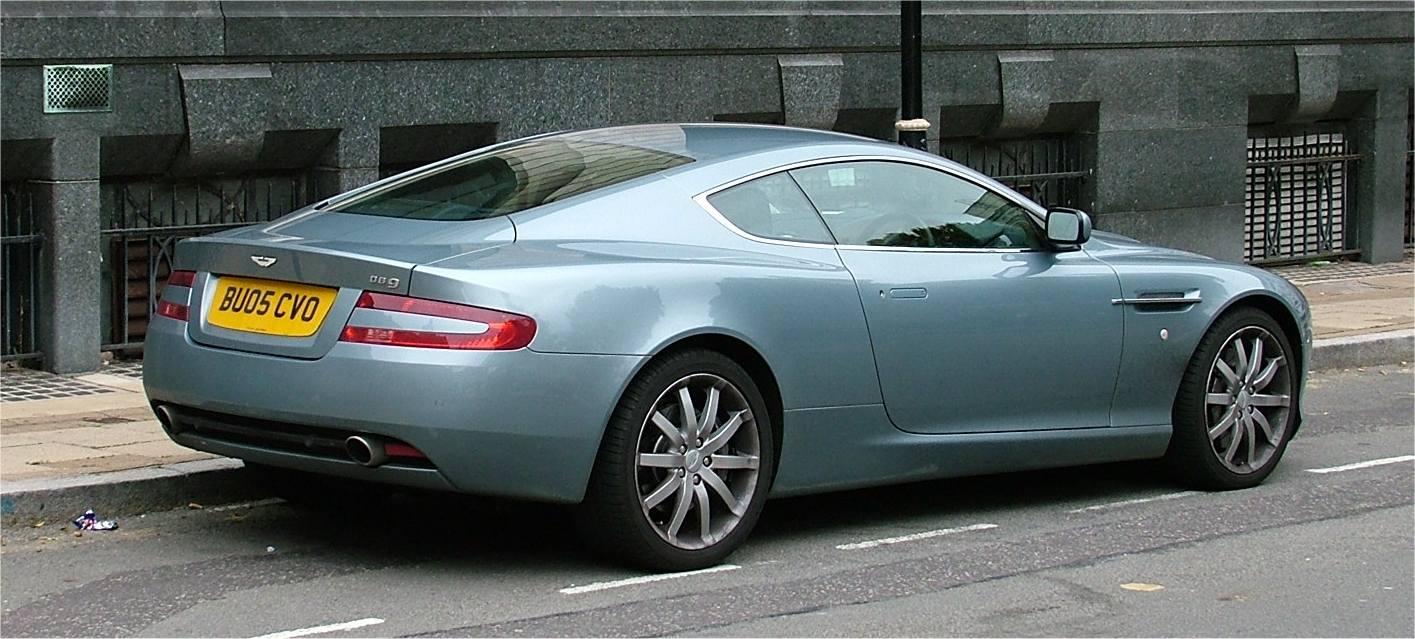
Aston Martin DB9

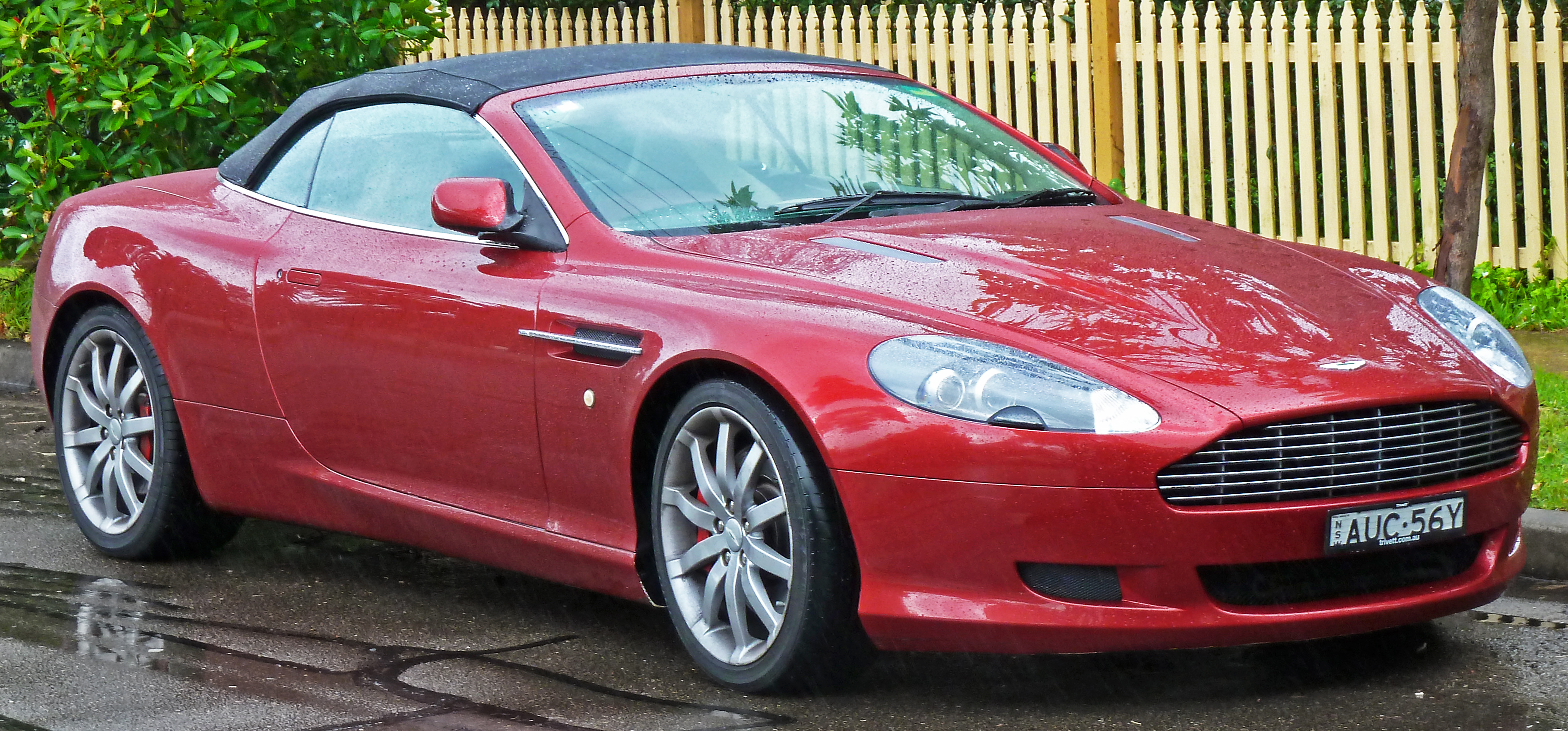
Aston Martin DB9 Volante

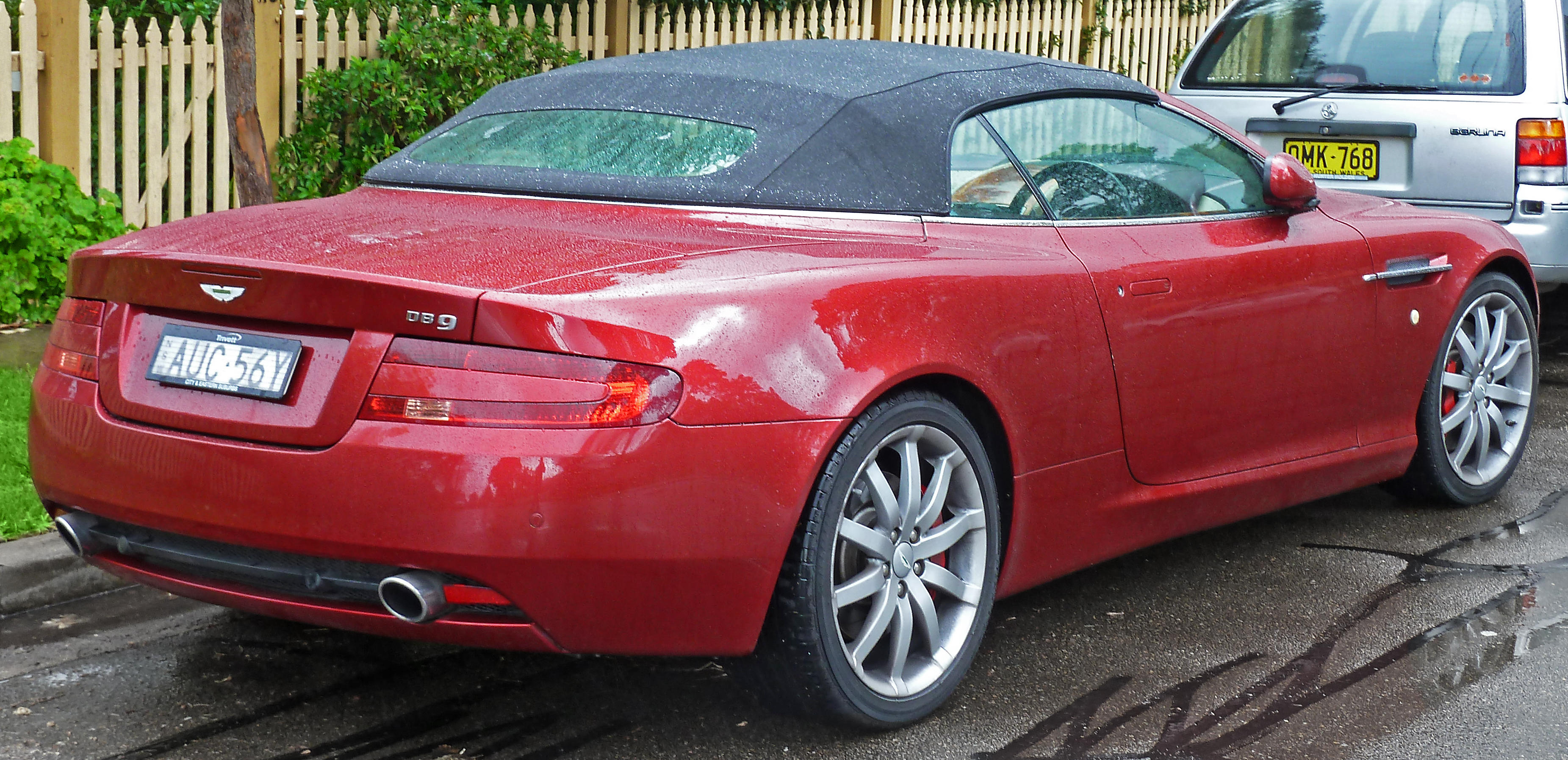
Aston Martin DB9 Volante

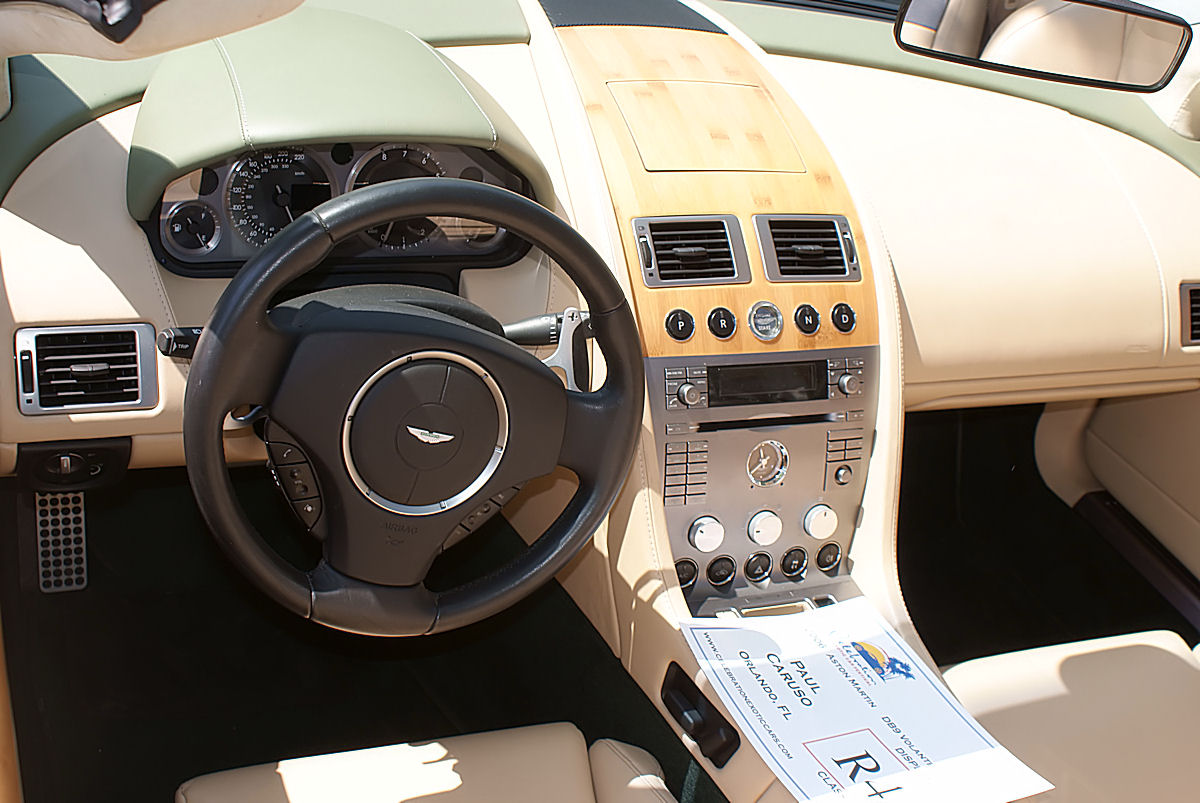

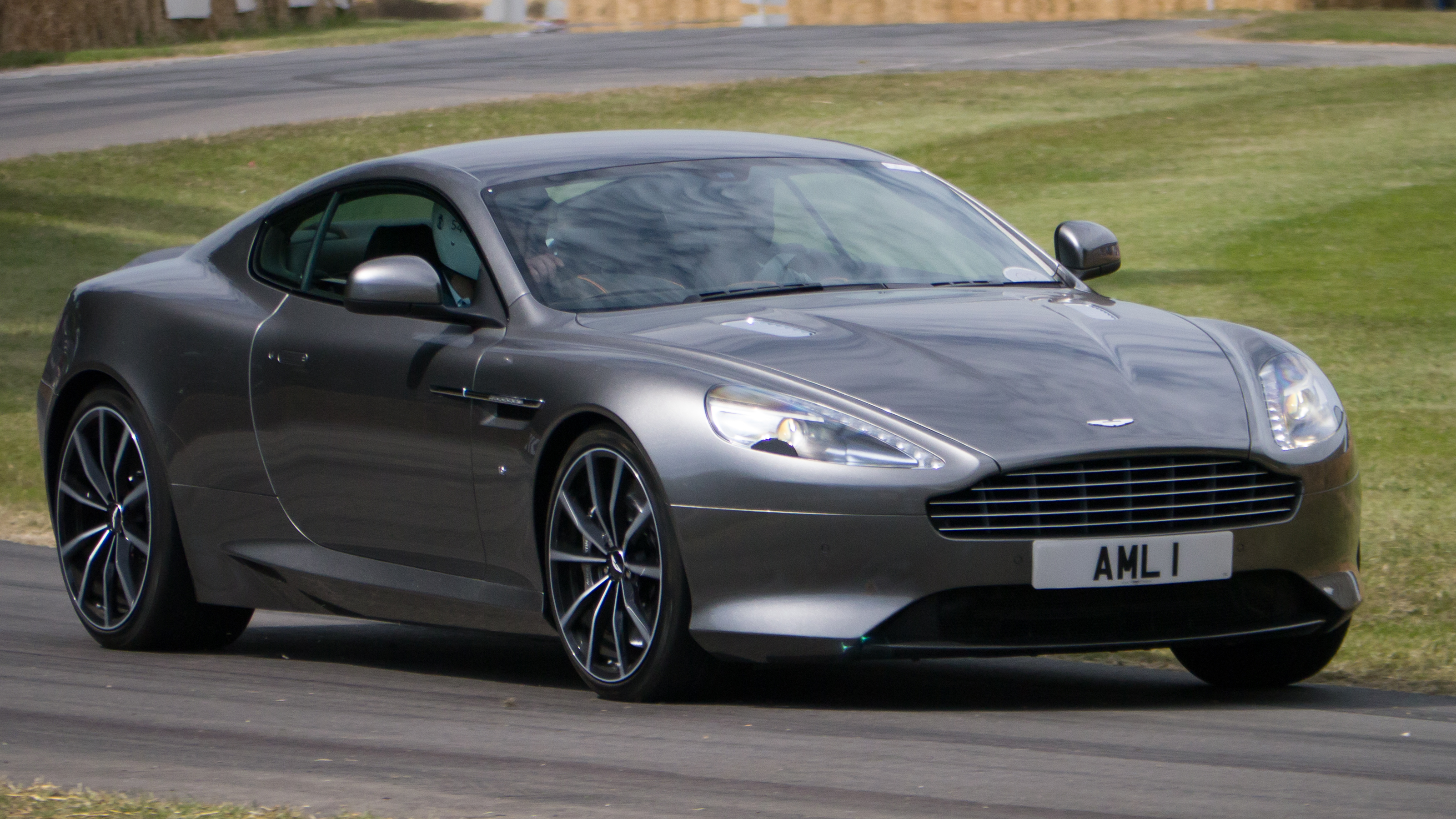
Aston Martin DB9 GT (з 2013)

На відміну від Aston Martin DBS, модель DB9 оснащувався трохи менш потужним двигуном V12 об'ємом 6,0 л. Максимальна потужність даного силового агрегату досягається при 6000 об/хв і дорівнює 456 к.с. (335 кВт), максимальний обертальний момент - 570 Нм вже при 5000 об/хв. Розгін з 0 до 100 км/год дорівнює 4,9 секунди з механічною коробкою передач, і 5,1 секунди з АКП «Touchtronic». Максимальна швидкість при цьому зафіксована на рівні 306 км/год.
Як було сказано вище, автомобіль оснащується або механічною 6-ступеневою трансмісією Graziano, або 6-ступеневим автоматом Touchtronic з інноваційною технологією перемикання передач «Shift by Wire».
Автомобіль комплектується легкосплавними, 19-ти дюймовими, 10-променевими литими дисками, взутими в різнорозмірну гуму Bridgestone Potenza, спереду 235/40, ззаду 275/35.
Для такого потужного автомобіля обов'язковим є наявність гальмівних дисків великого діаметра, у DB9 спереду 14 дюймові вентильовані сталеві гальмівні диски, ззаду 13 дюймові. Підвіска автомобіля незалежна, зі стабілізаторами поперечної стійкості.
Як і інші моделі Aston Martin, DB9 оснащується високоякісною і потужною аудіосистемою. Тут встановлена аудіосистема потужністю 700 Вт Aston Martin Premium Audiosystem з чейнджером на 6 дисків з підтримкою форматів MP3, WMA і технологією Dolby ® Pro Logic II ®, також є вбудований Apple iPod коннектор.
У модельному ряду компанії є також версія DB9 кабріолет з автоматичним складним дахом - Aston Martin DB9 Volante.
В 2008 році сімейство оновили, зміни торкнулися двигуна, інтер'єру та екстер'єру. Двигуни V12 об'ємом 6,0 л почав розвивати потужність 476 к.с. (350 кВт) при 6000 об/хв і крутний момент 600 Нм при 5000 об/хв. Розгін від 0 до 100 км/год становить 4,8 с.
У 2011 році Aston Martin DB9 знову оновили, змінено передню панель, фари, задні ліхтарі, двері, підвіконня, і колеса.
У 2013 модельному році, автомобіль отримав повну підтяжку обличчя, потужність двигуна зросла до 517 к.с. при 6500 об/хв, а крутний момент до 620 Нм при 5500 об/хв, розгін від 0 до 100 км/год становить 4,6 с, максимальна швидкість - 295 км/год.
Станом на 2016 рік, для автомобілів представлено чимало новинок, включаючи приставку «GT» до назви. Крім того, 5.9-літровий двигун моделей 2016 року отримав 20 додаткових к.c. Салон оснастили інформаційно-розважальною системою AMi II з сенсорним екраном. Дещо посвіжів і екстер’єр. Видно, що розробники постарались на славу, адже всі лінії не просто переходять, а перетікають одна в одну. Дільник та дифузор моделей 2016 року виконані у чорному кольорі. Автомобілі отримали оновлені фронтальні фари та задні вогні. 2016 рік відзначився ще й появою 20-дюймових коліс на 10 шпиць з чорними гальмівними супортами.   

## Технічні дані
|                                | Aston Martin DB9 (2004-2008) | Aston Martin DB9 (з 2008) |
| ------------------------------ | ---------------------------- | ------------------------- |
| Циліндри/Клапана               | V12/48                       | V12/48                    |
| Об'єм (см³)                    | 5935                         | 5935                      |
| Потужність (кВт/к.с. при хв−1) | 335 / 456 при 6000           | 350 / 476 при 6000        |
| Крутний момент (Нм/хв−1)       | 570 / 5000                   | 600 / 5000                |
| Трансмісія                     | Задній привод                | Задній привод             |
| 0-100 км/год                   | 4,9 с (5,1 с Automatik)      | 4,8 с                     |
| Максимальна швидкість (км/год) | 301                          | 306                       |
| Бак (Літри)                    | 72                           | 80                        |
| Пальне                         | Super                        | Super                     |
| Вага (кг)                      | 1760 (Coupé)                 | 1710                      |

## Варіанти моделі

### DB9 Spyder Zagato Centennial (2013)
На 100-річному ювілею фірми Zagato представила унікальний автомобіль на базі Aston Martin DB9 Volante. Він був замовлений американським колекціонером Пітером Рідом і був пофарбований в зелений колір. Його було показано разом із Aston Martin DBS Coupe Zagato Centennial. Власник купив Aston Martin DB9 Volante американської специфікації 2013 року, який він негайно відправив до Zagato в Італію. Автомобіль був проданий за $693,000 (включаючи відповідну плату покупця) з пробігом 2 300 миль у серпні 2015 року на аукціоні RM Sotheby's в Монтерей на автомобільному тижні.  Автомобіль має вуглецево-керамічні гальма, а його VIN-номер – SCFFDABM1DGB14756

DB9 Spyder Zagato Centennial
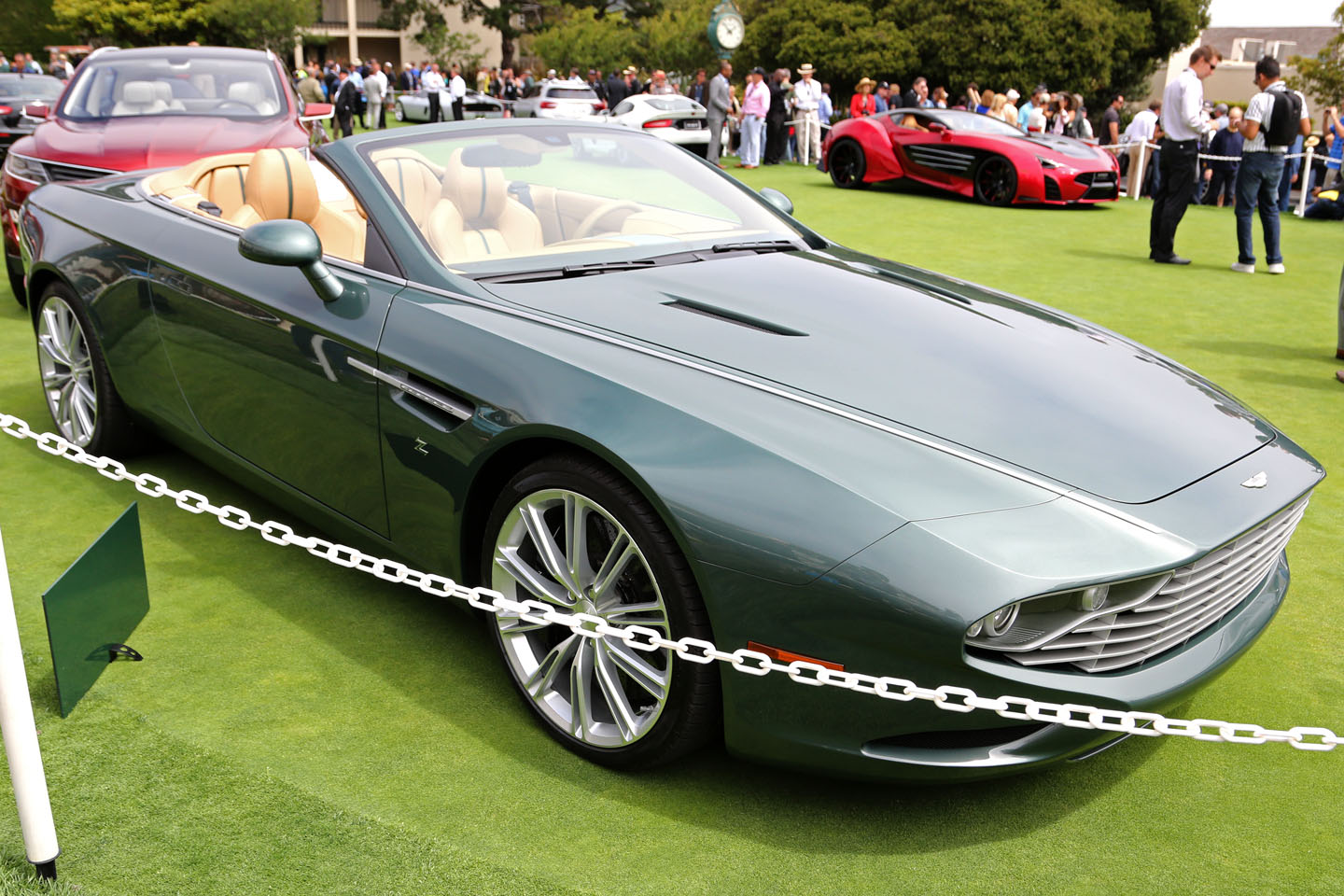
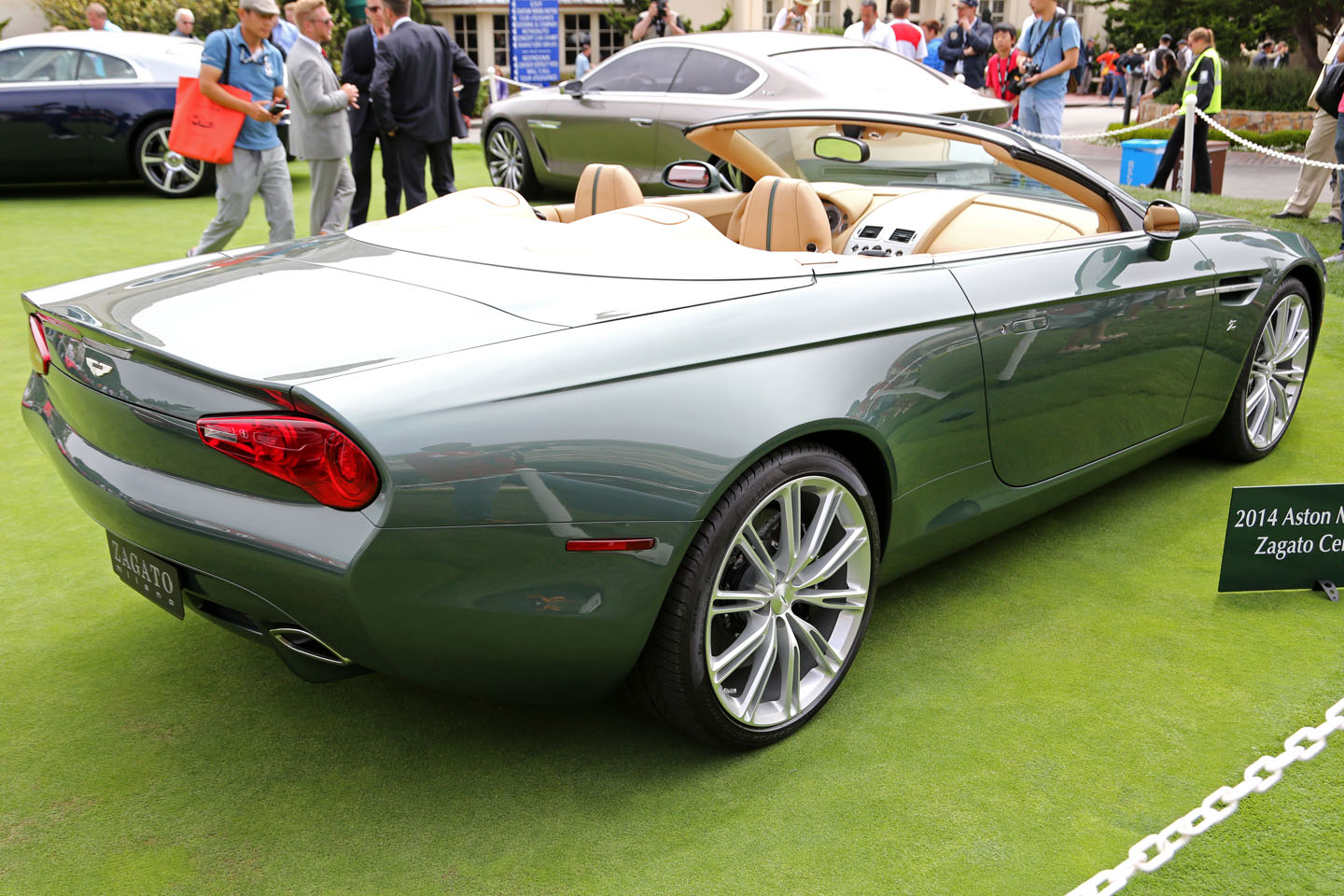

### DB9 Vengeance від Kahn Design
The DB9 Vengeance від Kahn Design це серія автомобілів, модифікованих британською фірмою Kahn Design на основі Aston Martin DB9.

DB9 Vengeance Volante від Kahn Design
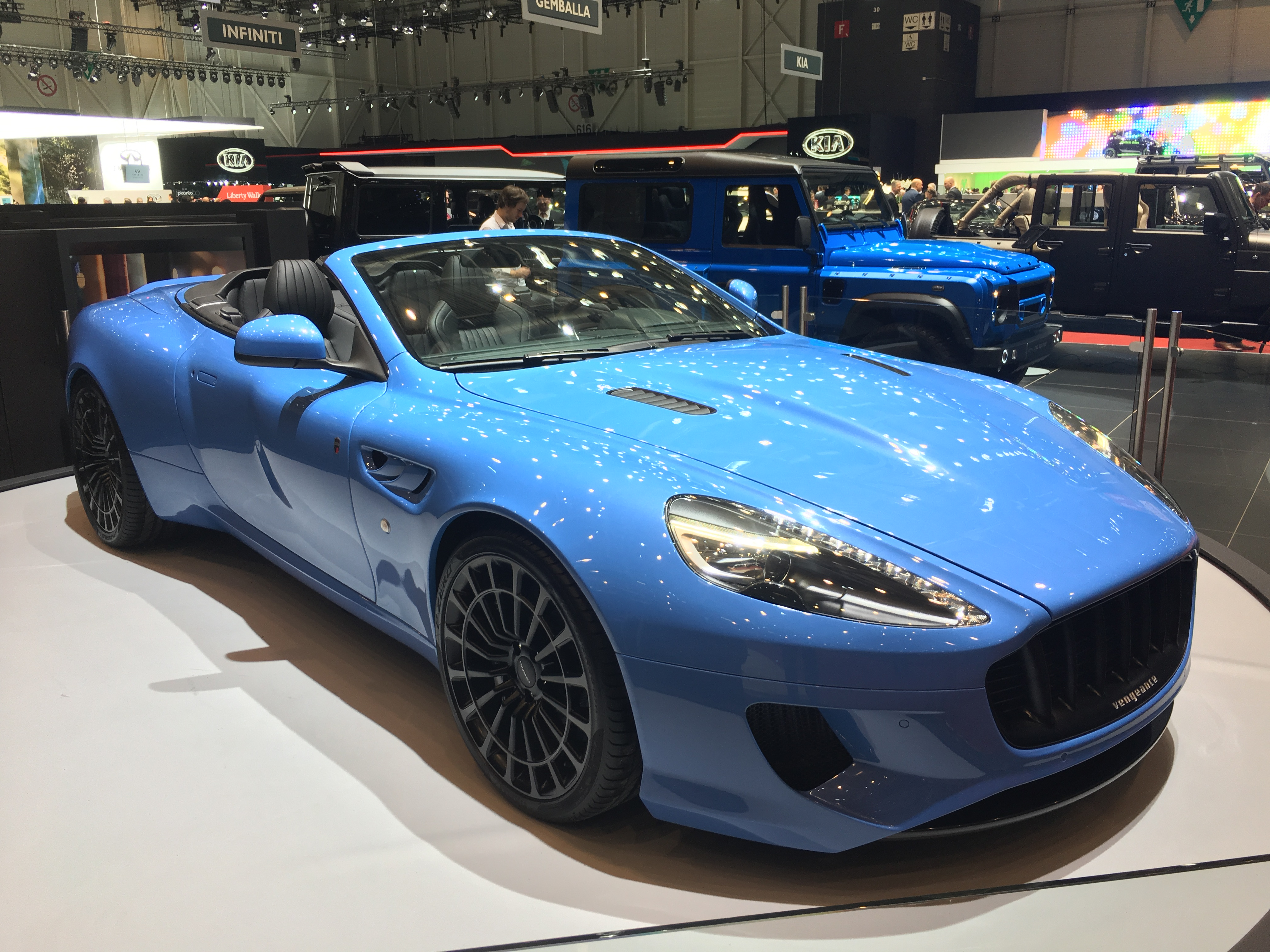
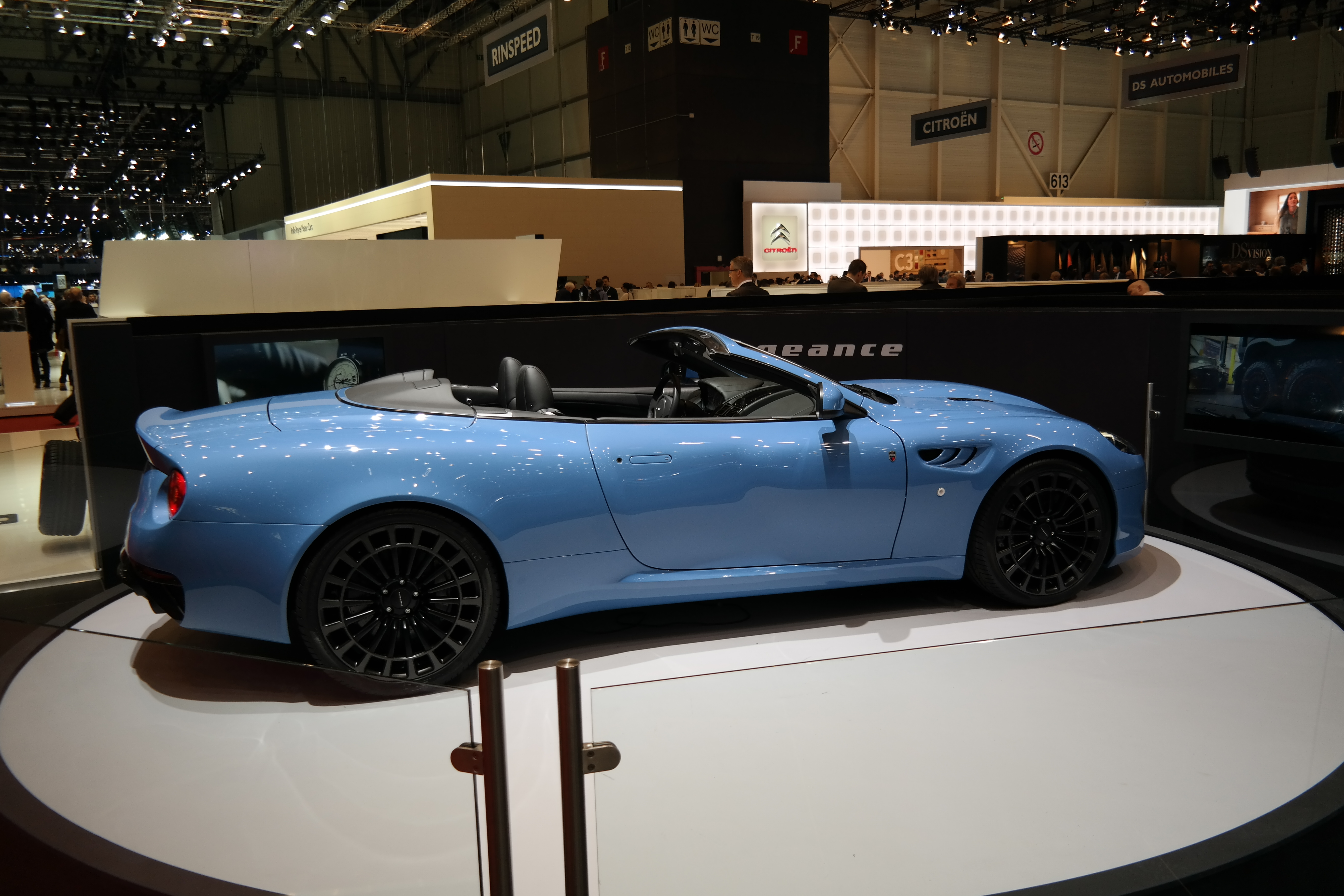

## В іграх
Автомобіль Aston Martin DB9 присутній в комп'ютерних іграх Need for Speed: Most Wanted, Need for Speed: Carbon, Need for Speed: Undercover, Need for Speed: Shift, Need for Speed: Hot Pursuit (2010), Forza motorsport 2-3 і GTA IV (під назвою Super GT), Test Drive Unlimited, Test Drive Unlimited 2, GranTurismo 4-5.

## Цікаві факти
- За результатами опитування британської компанії Direct line DB9 став найбільш значущим і важливим автомобілем за останні 25 років.